# Сервелль, Франк
Франк Рутгер Сервелль (швед. Frank Rutger Cervell, 22 февраля 1907 — 3 сентября 1970) — шведский военный и спортсмен-фехтовальщик, призёр чемпионатов мира и Олимпийских игр.

## Биография
Родился в 1907 году в Норрчёпинге. Служил в армии, в 1936 году вступил в ВВС. В 1943 году стал адъютантом кронпринца, в 1943—1946 годах был авиационным атташе в Лондоне. В 1951 году был адъютантом короля. В 1959—1963 годах занимал должности авиационного и морского атташе в Париже.
Был фехтовальщиком-шпажистом мирового уровня. В 1937 году стал обладателем бронзовой медали первого официального чемпионата мира по фехтованию. На чемпионате мира 1938 года завоевал серебряную медаль. В 1948 году стал обладателем бронзовой медали Олимпийских игр в Лондоне.